# Exideuil
Exideuil – miejscowość i gmina we Francji, w regionie Nowa Akwitania, w departamencie Charente.
Według danych na rok 1990 gminę zamieszkiwało 1039 osób, a gęstość zaludnienia wynosiła 51 osób/km² (wśród 1467 gmin regionu Poitou-Charentes Exideuil plasuje się na 291. miejscu pod względem liczby ludności, natomiast pod względem powierzchni na miejscu 385.).